# Verwaltungsgericht Magdeburg

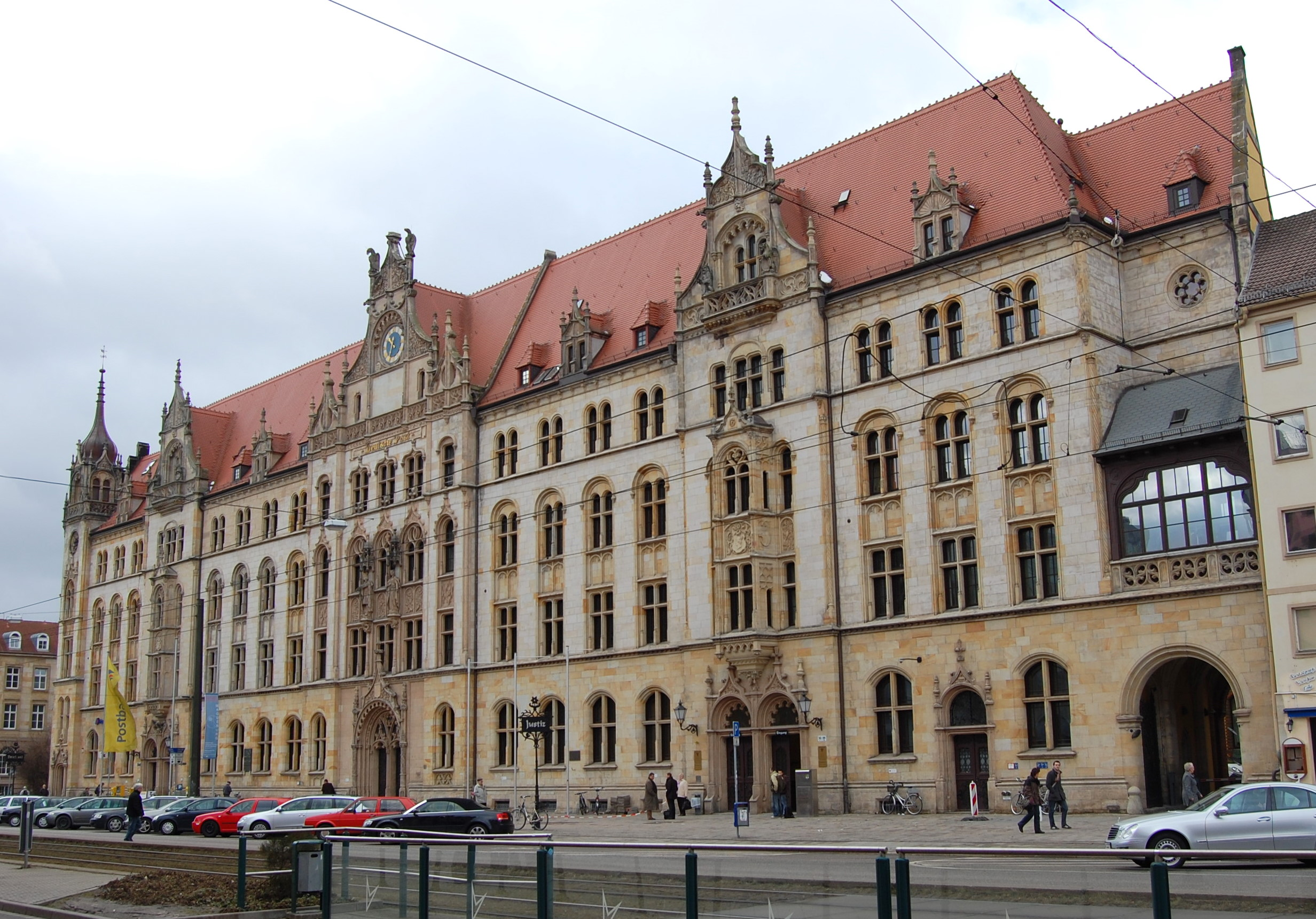
Gerichtsgebäude

Das Verwaltungsgericht Magdeburg, ein Gericht der Verwaltungsgerichtsbarkeit, ist eines von zwei Verwaltungsgerichten in Sachsen-Anhalt. Präsident ist Helmut Engels.

## Gerichtsbezirk
Der Gerichtsbezirk umfasst die Stadt Magdeburg und die Landkreise Altmarkkreis Salzwedel, Stendal, Börde, Harz, Salzland und  Jerichower Land.

## Instanzenzug
Dem Verwaltungsgericht ist das Oberverwaltungsgericht des Landes Sachsen-Anhalt mit Sitz in Magdeburg übergeordnet. Dieses ist dem Bundesverwaltungsgericht in Leipzig untergeordnet.

## Gerichtsgebäude
Das Gericht ist im Magdeburger Justizzentrum Eike von Repgow in der Straße Breiter Weg untergebracht.